# IC 4402
IC 4402 — компактная вытянутая галактика типа Sb в созвездии Волк.
Этот объект входит в число перечисленных в оригинальной редакции «Нового общего каталога».